# Stephen Hadley

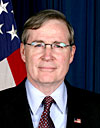
Stephen Hadley

Stephen John Hadley (Toledo, Ohio, 13 februari 1947) was een nationaal veiligheidsadviseur (Assistant to the President for National Security Affairs of National Security Advisor). Hij volgde op 26 januari 2005 Condoleezza Rice op in deze positie na door president George W. Bush te zijn genomineerd aan het begin van diens tweede ambtstermijn. Als veiligheidsadviseur had Hadley een vaste plaats in de Nationale Veiligheidsraad.
Hadley studeerde af aan de Cornell-universiteit in 1969 en diende in diverse adviserende rollen op het gebied van nationale veiligheid en defensie, waaronder in de regeringen van Gerald R. Ford en Ronald Reagan. Zo diende hij in de Commissie Tower die het Iran-Contra schandaal onderzocht. Voor Bush' presidentschap was hij al een adviseur van de toenmalige gouverneur van Texas op het terrein van buitenlands en defensie beleid.